# پترو کورول
پترو کورول (اوکراینی: Петро Король؛ ۲ ژانویهٔ ۱۹۴۱ – ۲ ژوئیهٔ ۲۰۱۵) وزنه‌بردار اهل اتحاد جماهیر شوروی سوسیالیستی بود.
وی در مسابقات کشوری و بین‌المللی در مجموع برندهٔ ۱ مدال طلا شده‌است.